# Frédéric Lefebvre
Frédéric Lefebvre (Neuilly-sur-Seine, 14 ottobre 1963) è un politico francese.

## Biografia
Frédéric Lefebvre (nato il 14 ottobre 1963 a Neuilly-sur-Seine) è un politico francese che ha ricoperto il ruolo di Segretario di Stato per il Commercio, le Piccole e Medie Imprese, il Turismo, i Servizi, le Libere Professioni e i Consumi sotto il Ministro dell'Economia, delle Finanze e dell'Industria, François Baroin, nel governo del Primo Ministro François Fillon. Dal 2008 al 2009 e dal 2013 al 2017 è stato membro dell'Assemblea nazionale francese, in rappresentanza del dipartimento Hauts-de-Seine. È anche il fondatore di l'Ame Nord, un'organizzazione no-profit dedicata a servire gli interessi dei residenti francesi che vivono negli Stati Uniti e in Canada. È inoltre dal 2023 alla guida della rivista Pif Le Mag.

## Carriera Politica
Lefebvre è stato eletto per la prima volta all'Assemblea nazionale nelle elezioni del 2007. In parlamento ha fatto parte della Commissione Finanze dal 2007 al 2009. Nel 2008 ha introdotto un emendamento alla legge sull'immigrazione del Presidente Nicolas Sarkozy per consentire ai lavoratori stranieri irregolari di richiedere un permesso di lavoro se i loro datori di lavoro possono dimostrare che sono importanti per l'economia.
Lefebvre è stato il candidato dell'UMP nella prima circoscrizione elettorale per i francesi residenti all'estero (per gli espatriati francesi in Canada e negli Stati Uniti) alle elezioni legislative del 2012, ma ha perso contro Corinne Narassiguin, che ha ottenuto il 54,01% dei voti. Il 15 febbraio 2013, il Consiglio costituzionale ha annullato l'elezione e dichiarato ineleggibile Corinne Narassiguin. Ha vinto il primo turno delle elezioni parlamentari anticipate e al secondo turno, il 9 giugno 2013, è stato eletto contro il candidato socialista Frank Scemama, con il 53,72% dei voti. Successivamente ha fatto parte della Commissione Difesa dal 2013 al 2017.
L'11 febbraio 2014, Lefebvre è stato tra gli invitati alla cena di Stato organizzata dal presidente degli Stati Uniti Barack Obama in onore del presidente François Hollande alla Casa Bianca.
Lefebvre è stato candidato alle primarie presidenziali repubblicane del 2016.
Nelle elezioni del 2017, Lefebvre ha perso la sua corsa alla rielezione contro Roland Lescure, il candidato di La République En Marche! (LREM); Lescure ha ottenuto l'80% dei voti, contro il 20% di Lefebvre.
Nel novembre 2017, Lefebvre è stato tra i co-fondatori di Agir e ha ricoperto il ruolo di vicepresidente del partito. Nel 2019, tuttavia, si è unito a LREM.

## Attività nella stampa giovanile
Partecipa come direttore editoriale al nuovo formato della rivista per giovani Pif Le Mag. Suo figlio Quentin fa parte del comitato di redazione.  Il primo numero è stato pubblicato nel dicembre 2020 e dal 2023 è il direttore responsabile.